# Scopula stephanitis
Scopula stephanitis là một loài bướm đêm trong họ Geometridae.